# 私のクイズ
『花王ファミリーショウ 私のクイズ』（かおうファミリーショウ わたしのクイズ）は、1963年1月11日から1964年11月27日まで日本テレビ系列局で放送されていた日本テレビ製作のクイズ番組である。花王石鹸（現・花王）の一社提供。放送時間は毎週金曜 19:30 - 20:00 （日本標準時）。

## 概要
アメリカの三目並べ「チック・タック・トゥ」（英語: Tic-tac-toe）にヒントを得て企画された番組で、縦・横・斜めのいずれかを早く3つ並べた方を勝ちとするビンゴの面白さを狙っていた。
各回での「挑戦者」と「チャンピオン」は、54通りある問題の中から好きな問題を選べた。問題は、司会者がすぐ問いかけるものと、ショーを見てから解答するものの2通りがあった。ステージ中央にはビンゴのボードが置かれ、その上には「提供 花王石鹸」の看板と「月のマーク」（花王石鹸の商標）が置かれていた。そしてステージ左には解答席、右にはバンドがそれぞれ設置されていた。三目並べのほか、生演奏によるステージショーも行われていた。
賞金は1問につき6,000円で、勝ち抜きの制限は特に設けられていなかった。ゆえに勝ち抜けば勝ち抜くほど貰える賞金がどんどん高額になっていき、そのルールが新聞に取り上げられることも間々あった。
番組は1年11か月で終了したが、その後も三目並べを取り入れた同系統のクイズ番組が各局で放送された。
収録は、日本テレビとスタジオ契約を結んでいる後楽園ホールで行われた。
尚当番組は、当初は白黒放送であったが、後楽園ホールが1963年8月5日に、テレビ放送設備のカラー化が完成したのに伴い、1963年8月9日放送分からはカラー放送となっている。

## 出演者
- 司会：芥川也寸志
- 演奏：いずみたくとその楽団

## ネット局
特筆の無い限り全て同時ネット。
- 日本テレビ（制作局）
- 新潟放送[5][6]
- 北日本放送[7]
- 北陸放送[7]
- 福井放送[7]